# Arthroleptis troglodytes
Arthroleptis troglodytes es una especie de anfibios de la familia Arthroleptidae.

## Distribución geográfica y hábitat
Habita en el oeste de Zimbabue y, quizá, en la zona fronteriza de Mozambique.
Sus hábitats naturales son praderas subtropicales o tropicales a gran altitud y cuevas.